# Heribert Batzl
Heribert Batzl (* 18. November 1918 in Gebertshofen, Oberpfalz; † 27. November 2013 in Amberg) war ein deutscher Lehrer und Heimatforscher.

## Leben
Batzl besuchte die Schule in Gebertshofen. 1929 wechselte er an das Humanistische Gymnasium Amberg. Dort machte er 1937 das Abitur. Danach leistete er den Reichsarbeitsdienst in Weiden in der Oberpfalz. Er begann ein Studium an der Hochschule für Lehrerbildung Bayreuth, wurde aber schon nach einem Jahr 1938 zum Wehrdienst eingezogen. Nach Kriegsende geriet Batzl bei Magdeburg in Gefangenschaft. Nach seiner Entlassung setzte er sein Studium in Erlangen und Würzburg fort. Dort promovierte er auf den Gebieten der Wirtschaftsgeschichte und der Geistesgeschichte. Er arbeitete zunächst an der Oberrealschule mit Gymnasium Cham. Dann wechselte er an die Oberrealschule Amberg und später an das Humanistische Gymnasium (ab 1966: Erasmus-Gymnasium), wo er als Schüler gelernt hatte. Dort blieb er bis zu seiner Pensionierung im Jahr 1978.
Neben seiner Tätigkeit als Lehrer war Batzl in der Heimatforschung aktiv. Er war Mitglied der Gesellschaft für Familienforschung und führte den Historischen Verein in Amberg. Er baute Archive in Hohenburg, Ursensollen, Kastl, Rieden, Ebermannsdorf und Kümmersbruck auf. Er schrieb zahlreiche Chroniken, Geschichtswerke und Beiträge zur Heimatforschung.

## Ehrungen
Für seine Tätigkeit als Heimatforscher erhielt Batzl das Bundesverdienstkreuz der Bundesrepublik Deutschland und die Wolfgangsmedaille des Bistums Regensburg.

## Familie
Batzl heiratete 1944 als Soldat auf Heimaturlaub Maria Wutz. Mit ihr war er über 65 Jahre lang verheiratet. Das Ehepaar hatte drei Kinder.

## Bücher (Auswahl)
- Marktgemeinde Hahnbach, 1992, Marktgemeinde Hahnbach
- Geschichte der Stadt Schnaittenbach. Verlag Stadt Schnaittenbach, Schnaittenbach 1988
- Ehemalige Benediktinerabtei Michelfeld Oberpfalz, 1988, München, Schnell & Steiner Verlag
- Geschichte der Gemeinde Gebenbach, 1983, Amberg Druck: Carl Mayr
- Geschichte des Marktes Lauterhofen, 1975, Marktgemeinde Lauterhofen
- Geschichte der Gemeinde Gebertshofen, 1973
- Geschichte des Marktes Hahnbach, 1971, Markt Hahnbach
- Sulzbach-Rosenberg – Kunst und Kunststätten, 1968
- Geschichte der Stadt Hirschau, 1968, Stadt Hirschau
- 250 Jahre Garnison in Amberg, 1965, Verlag Michael Laßleben, ISBN 978-3784711027
- Maria Namen zu Trautmannshofen, 1962, München, Schnell & Steiner Verlag